# Principe Munetaka
Il principe Munetaka (宗尊親王?; 15 dicembre 1242 – 2 settembre 1274) è stato un militare e nobile giapponese.

Stemma dell'Impero Giapponese

Successore di Kujō Yoritsugu, fu il sesto shōgun dello shogunato Kamakura, carica che ricoprì dal 1252 al 1266. 

## Biografia
Primo figlio maschio dell'imperatore giapponese Go-Saga, fu nominato shōgun per sostituire il deposto Kujō Yoritsugu all'età di soli dieci anni. Poiché lo shogunato era di fatto controllato dalla potente famiglia Hojo, nella persona dello shikken reggente Hōjō Tokimune, nel 1266 alcuni dignitari a lui vicini si adoperarono per organizzare una rivolta contro Tokimune, il quale, scoperto il complotto, depose il giovane shogun eleggendo al suo posto suo fratello il principe Koreyasu, di soli tre anni di età.
Ritiratosi a Kyoto divenne un monaco buddhista con il nome di Gyôshō nel 1272. Si rivelò un poeta dotato di un discreto talento, componendo alcune collezioni di waka, tra le quali le opere Keigyoku wakashū (Raccolta di pietre preziose) e Ryūyō wakashū (Raccolta di fogli di abete).
Il suo nome è incluso nella lista dei Trentasei nuovi immortali della poesia.